# Palazzo Canossa

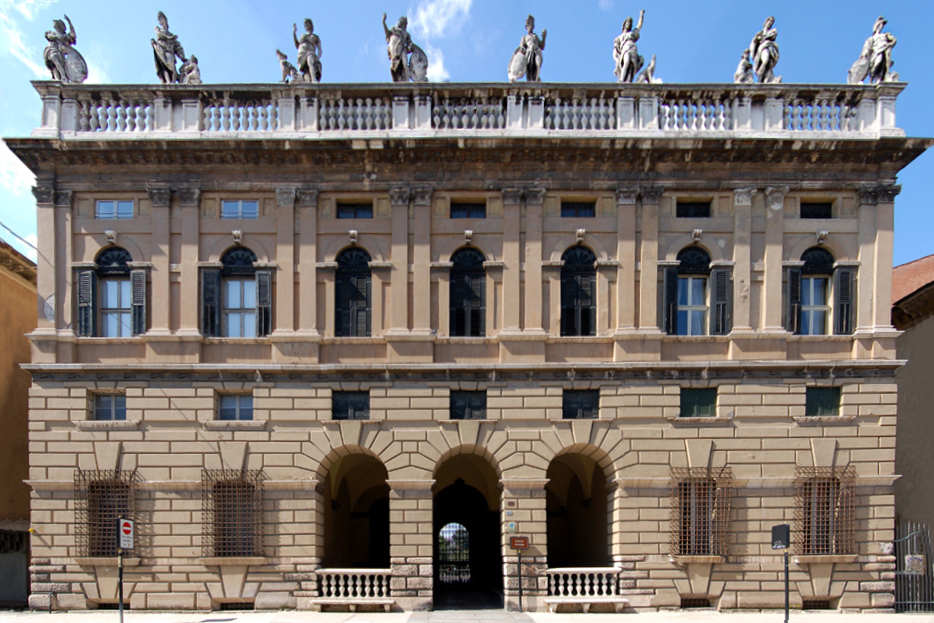
Palazzo Canossa in Verona, Italië

Het Palazzo Canossa (16e eeuw) is een stadspaleis in Verona, een stad in de Noord-Italiaanse regio Veneto. Het is gelegen aan de Via Cavour en aan de achterzijde loopt de rivier de Adige. Het Palazzo Canossa is privé-bezit.
De stijl is laatrenaissance. Drie portieken in de voorgevel geven toegang tot een gelijkvloers atrium, waar zich de eigenlijke ingang bevindt. De binneningang is versierd met wapentrofeeën.

## Naam
De naam komt van de adellijke familie Canossa die het paleis optrok.

## Historiek
In de middeleeuwen was de straat de plaats voor paardenrennen. In de renaissancetijd bouwden adellijke families hun paleis er, het een naast het andere. Verona maakte deel uit van de republiek Venetië. Een markies van Canossa wenste een stadspaleis neer te zetten; ze waren al een eeuw in Verona actief en dit paleis moest hun rijkdom uitstralen. Zij kozen voor de architect Michele Sanmicheli. Het Palazzo Canossa verrees in de jaren 1530-1537. De schilderingen binnen werden verzorgd door een grote groep artiesten uit Verona: Battista del Moro, Bernardino India en Paolo Veronese als belangrijkste.
In de 17e eeuw werden de twee zijvleugels bijgeplaatst, die uitlopen naar de rivier. Het waren Lelio en Vincenzo Pelesina die de bouwwerken leidden. De standbeelden op het dak kwamen er in de 18e eeuw. Zij stellen mythologische figuren voor. 
Napoleon Bonaparte verbleef in het Palazzo Canossa bij zijn oponthoud in Verona tijdens een van de oorlogen in Italië.
In 1822 werd het Congres van Verona gehouden in het Palazzo Canossa. Verona behoorde tot het keizerrijk Oostenrijk. Vier Europese grootmachten beslisten er hoe zij de Restauratiepolitiek, na de val van Napoleon, moesten doordrukken. Voor dit congres verbleven tsaar Alexander I van Rusland en keizer Frans II van Oostenrijk in het paleis. 
Tijdens de Tweede Wereldoorlog, in april 1945, dynamiteerden de Duitsers de brug van Castelvecchio. Ze waren op de terugtocht. Door de ontploffing schokten de oevers van de Adige, zodat het Palazzo Canossa op zijn grondvesten daverde. De fresco’s van de hand van Tiepolo die de triomftocht van Hercules uitbeeldden, stortten van het plafond naar beneden. Er volgden nog beschadigingen door het bombardement van Britten en Amerikanen in juni 1945.